# اس‌اس داندی
اس‌اس داندی (به انگلیسی: SS Dundee) یک زیردریایی بود که طول آن ۸۸٫۴ متر (۲۹۰ فوت) بود. این زیردریایی در سال ۱۹۱۱ ساخته شد.